# 22019 Leviticusalewis
22019 Leviticusalewis este o planetă minoră (asteroid) din centura de asteroizi. A fost descoperită pe 4 decembrie 1999 la Catalina Station⁠(d) de Catalina Sky Survey. 
Obiectul prezintă o orbită caracterizată de o semiaxă mare de 2,2904201 UAi, o excentricitate de 0,18, o înclinație de 10,28626 ° în raport cu ecliptica.